# Punta Prosciutto

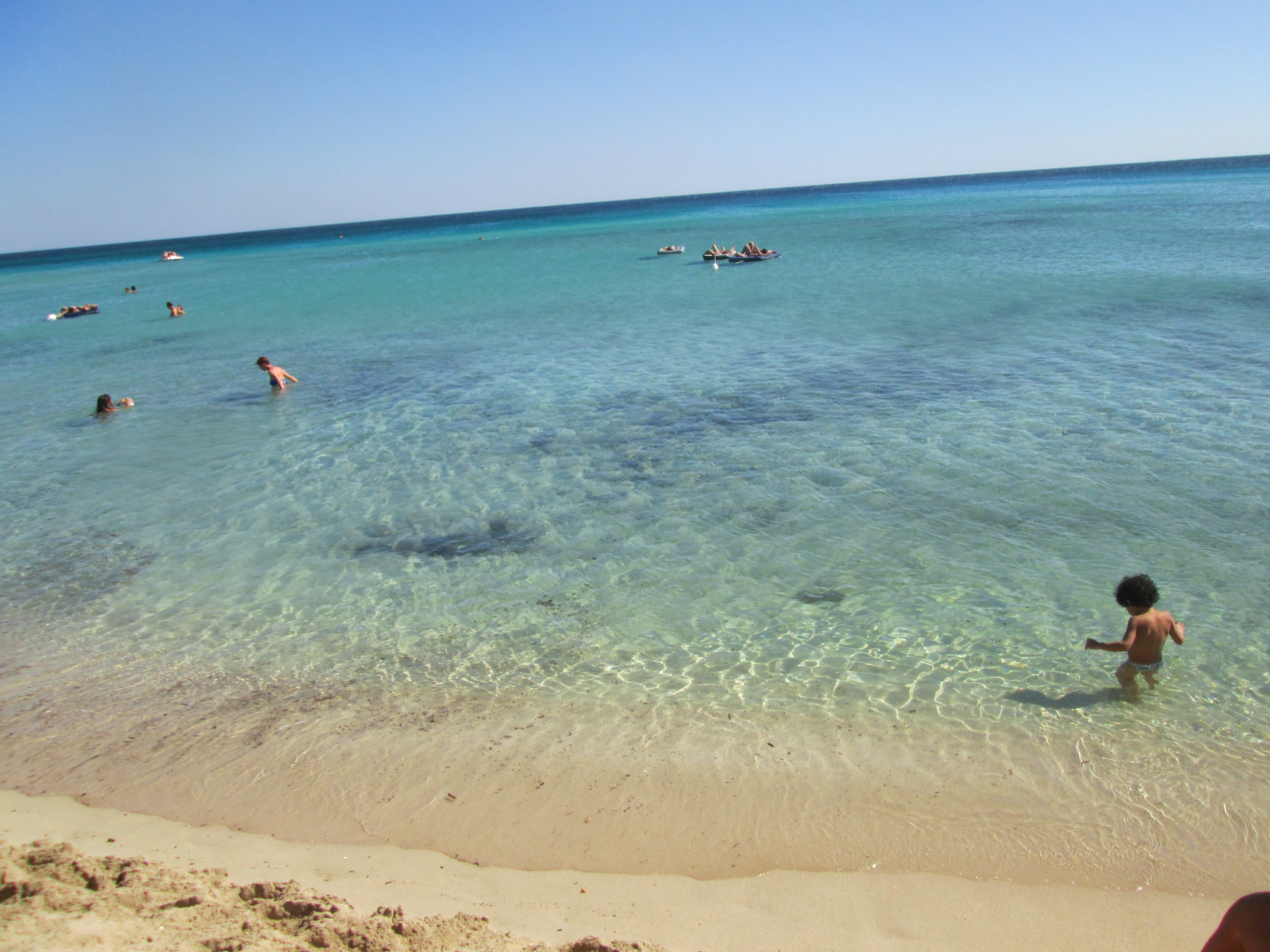
'Punta prosciutto (Fracción de Porto Cesareo

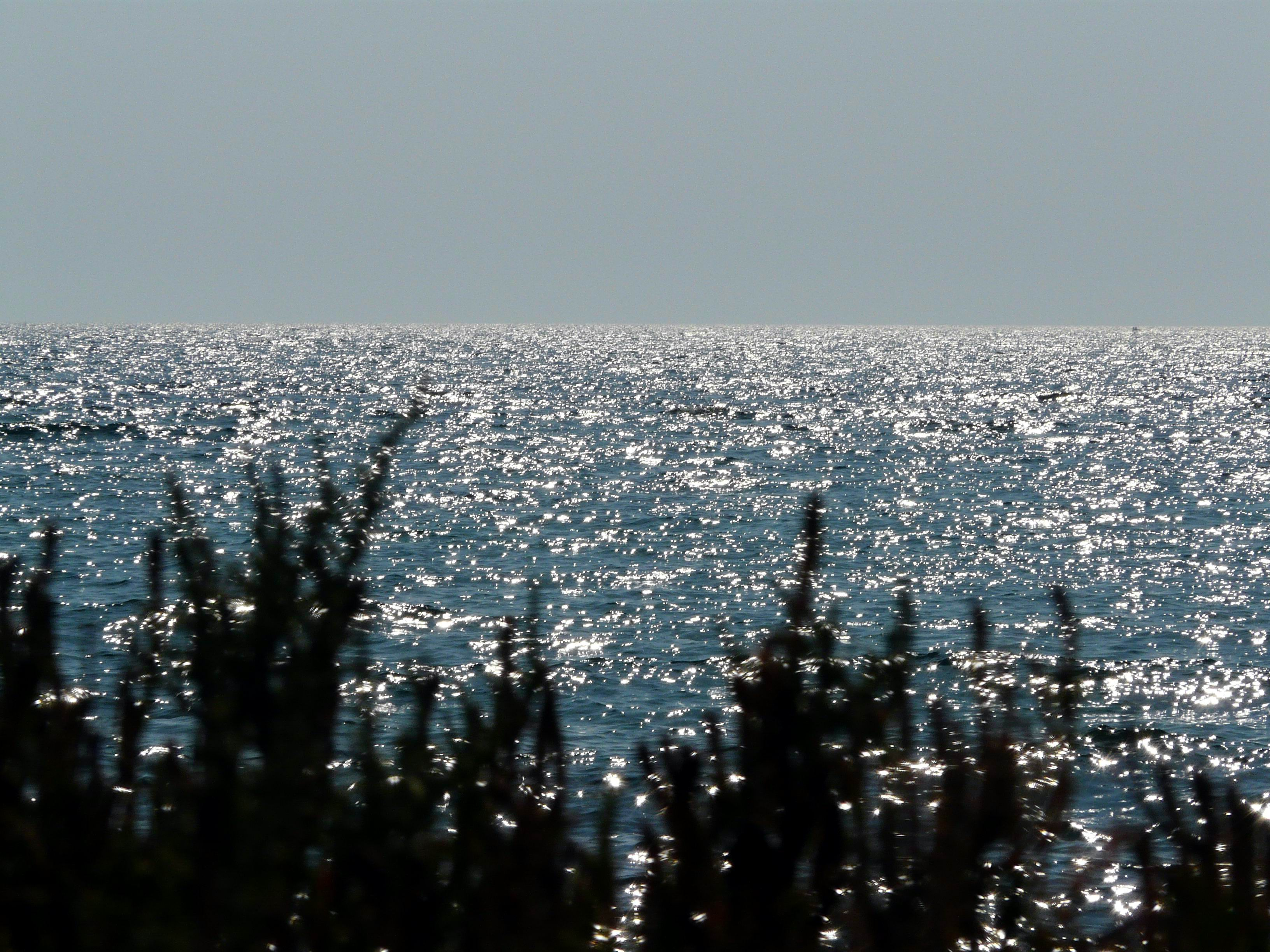

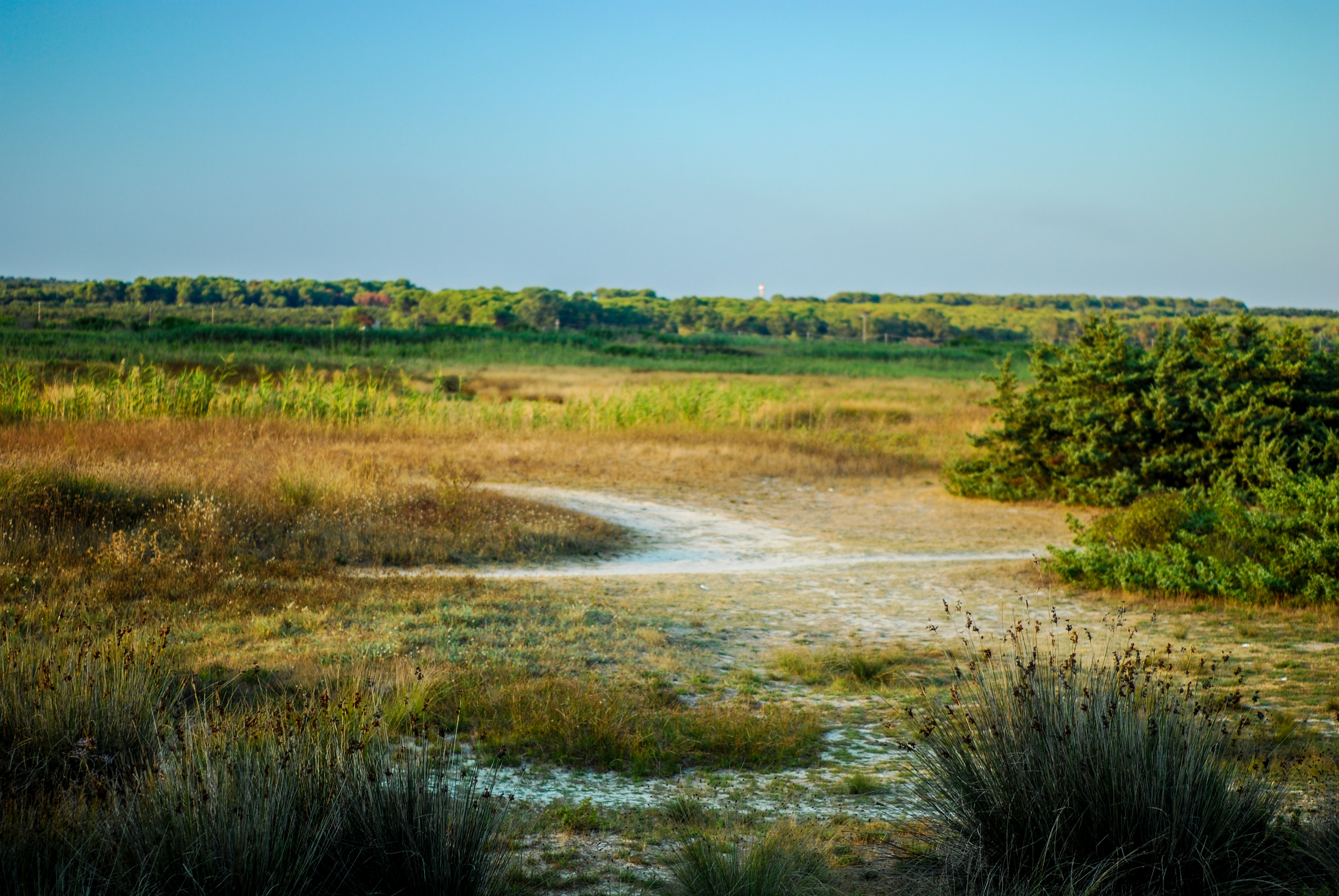
Parque natural Pantano del conde de Punta prosciutto

Punta Prosciutto es una fracción italiana que forma parte del municipio de Porto Cesareo que está ubicada en la costa jónica de la península del Salento en el extremo noroeste en la provincia de Lecce en la región Apulia en la que se encuentra  el Parque natural “Palude del conte e duna costiera”  (Pantano del conde y duna costera) (ley regional n. 5/2006) Detrás de las dunas, hay una zona húmeda formada por vastos bancos de cañas. Contiguo a la zona húmeda se encuentra el Bosque del Arneo.

## Geografía física
Las playas de arena blanca se extienden por varios kilómetros y detrás de ellas hay dunas centenarias, cubiertas por la típica vegetación mediterránea del Salento. La particularidad del mar radica en el hecho de que el agua poco profunda se recupera después de unos pocos metros. El tramo de Punta Prosciutto limita al norte con Torre Colimena y al sur con Riva degli Angeli, circunscrito por un gran grupo de matorrales mediterráneos centenarios: la Maquia Mediterránea.
La elevación del lecho marino ha generado un humedal que ha producido un hábitat particular para el establecimiento de una flora y fauna particular. Con la ley regional n. 5/2006 se estableció en la zona el parque natural “Palude del Conte”  (Pantano del Conde)

## Parque natural Pantano del conde
La zona costera al norte de Porto Cesareo de Punta prosciutto, llamada pantano del conde, es uno de los humedales más grandes de Salento, caracterizado por valores naturalistas de gran importancia.
La morfología del área es plana (altura mínima 0 metros altura máxima mt.66). con formaciones de dunas en correspondencia con el pantano del conde y relieves en los invernaderos de algunas decenas de metros de altura. 
El humedal del Pantano del conde, que se extiende sobre unas mil hectáreas, se caracteriza como otros humedales de Salento por manantiales de agua dulce, cuya salida hacia el mar se ve obstaculizada por cordones densos. Con vistas a la zona húmeda en una posición montañosa se puede admirar una zona boscosa: el bosque  del Arneo.